# دهشت‌مرغ
دهشت‌مرغ  (Brontornis) یک سرده منقرض‌شده از هم غازسانان یا پرندگان دهشت بی‌پرواز غول‌آسا (هراس‌مرغان) که ساکنان آرژانتین در طول میوسن پیشین تا میوسن میانه بودند.  مطمئناً سنگین‌ترین پرنده از خانواده هراس‌مرغان ، و پرندگانی از قاره آمریکا به عنوان یک مجموعه، یکی از بزرگترین پرندگانی است که تاکنون وجود داشته است. 

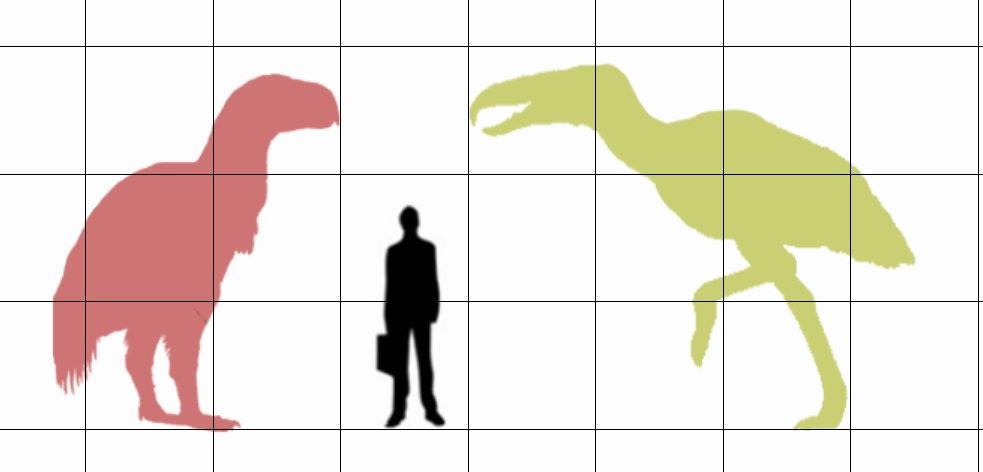
مقایسه اندازه دهشت‌مرغ (قرمز)، کلنکن (زرد) و انسان

دهشت‌مرغ قد برآوردشدۀ ۲٫۸ متر (۹ فوت ۲ اینچ) داشت و توده بدن آن بین ۳۵۰ و ۴۰۰ کیلوگرم (۷۷۰ و ۸۸۰ پوند) بود که آن را پس از کلنکن به سنگین‌ترین پرنده دهشت تبدیل می‌کند همینطور وی از نظر قد و طول جمجمه کمی از کلنکن عقب‌تر است. شاید حدود ۱٫۷۵ متر (۵ فوت ۹ اینچ) قد بلند در پشت بود. این اندازه‌ها دهشت‌مرغ را پس از Vorombe titan ، Dromornis stirtoni ، فیل مرغ و Pachystruthio dmanisensis به پنجمین پرنده سنگینی تبدیل می‌کند که تاکنون یافت شده است. 
در مقاله 2021 توسط Agnolin، دریافت که Brontornis از سهمگین‌مرغ‌سانان و آرایه خواهری راهوارمرغان (mihirungs) است. 